# Tegalrejo (Tegalrejo)
Tegalrejo is een bestuurslaag in het regentschap Magelang van de provincie Midden-Java, Indonesië. Tegalrejo telt 8149 inwoners (volkstelling 2010).